# Сергей Ковальов
Сергей Никитич Ковальов е генерален конструктор на бившите съветски, а после руски атомни подводни крайцери със стратегическо предназначение. Действителен член на Академията на науките на СССР, почетен гражданин на Северодвинск.

## Биография
Сергей Ковальов е лауреат на множество държавни награди, от 1981 г. е член на Академията на науките на СССР. От 1991 г., след възстановяването ѝ, е действителен член на Руската академия на науките. Доктор на техническите науки.
Сергей Ковальов е генерален конструктор на най-големите подводници по проект 941 „Акула“ в историята (от 1971 г.). Към 2010 г. единствената бивша съветска, а днес руска подводница, която е все още на въоръжение от този проект е атомния крайцер „Дмитрий Донски“, от който се извършват пробните изстрелвания на ракетата „Булава“.
Сергей Ковальов участва в разработването на общо 8 проекта за подводници, а под негово непосредствено ръководство са конструирани 92 подводници с обща водоизместимост 900 хил. тона.